# Regionaal natuurpark Vosges du Nord
Het Parc naturel régional des Vosges du Nord is een regionaal natuurpark in
het noorden van Frankrijk in de regio Grand Est, in de departementen Bas-Rhin en Moselle.
Het park werd in 1976 ingesteld en omvat 130.500 hectare. Daarvan bestaat 65% uit bos. De Grand Wintersberg is met 581 meter het hoogste punt. De 115 gemeenten die in het park liggen vallen voor twee derde onder het departement Bas-Rhin en voor een derde onder het departement Moselle. Het Syndicat de coopération pour le Parc (Sycoparc) is de gemeenschappelijke organisatie die het park beheert. Het bezoekerscentrum met bijbehorend museum bevindt zich in La Petite-Pierre.
Samen met het aangrenzende Duitse natuurpark Paltserwoud werd het gebied in 1998 door de UNESCO erkend als biosfeerreservaat.